# Makkoshotyka, Borsod-Abaúj-Zemplén
Makkoshotyka este un sat în districtul Sárospatak, județul Borsod-Abaúj-Zemplén, Ungaria, având o populație de 936 de locuitori (2011). 

## Demografie
Componența etnică a satului Makkoshotyka
     Maghiari (76,85%)
     Romi (22,6%)
     Germani (0,55%)
Componența confesională a satului Makkoshotyka
     Romano-catolici (55,13%)
     Reformați (28,42%)
     Fără religie (1,18%)
     Greco-catolici (1,07%)
     Necunoscută (14,21%)
Conform recensământului din 2011, satul Makkoshotyka avea 936 de locuitori. Din punct de vedere etnic, majoritatea locuitorilor (76,85%) erau maghiari, cu o minoritate de romi (22,6%).  Din punct de vedere confesional, majoritatea locuitorilor (55,13%) erau romano-catolici, existând și minorități de reformați (28,42%), persoane fără religie (1,18%) și greco-catolici (1,07%). Pentru 14,21% din locuitori nu este cunoscută apartenența confesională.